# James Edward Tierney Aitchison
Pour les articles homonymes, voir Aitchison.
James Edward Tierney Aitchison, né le 28 octobre 1836 à Neemuch, Inde et mort le 30 septembre 1898 à Kew, Surrey (aujourd'hui Grand Londres), est un  médecin et botaniste britannique.

## Biographie
Il obtient son titre de docteur en médecine à l’université d'Édimbourg en 1858 et entre alors au Bengal Medical Service. Il récolte des plantes en Inde de 1861 à 1872, en Afghanistan de 1879 à 1885, ainsi qu’en Irlande, occasionnellement de 1867 à 1869.
Il fait paraître un Catalogue of plants of Punjab and Sindh en 1869, « On the flora of Kuram Valley, etc. Afghanistan » dans le Journal of Linnean Society en 1880-1881 ainsi que divers autres publications dans le bulletin de la Linnean Society of London, dont il est membre dès 1863. Il devient membre de la Royal Society en 1883. En 1891, il publie Notes to assist in a further knowledge of the products of Western Afghanistan and of North-Eastern Persia (Transactions of the Botanical Society, Edinburgh, vol. 18, 228 p.).
Son herbier est conservé aux Jardins botaniques royaux de Kew et à Calcutta.

## Éponymie
William Botting Hemsley lui a dédié le genre de Rubiacées Aitchisonia.

## Source
- Ray Desmond, Dictionary of British and Irish Botanists and Horticulturists including Plant Collectors, Flower Painters and Garden Designers. Taylor & Francis et The Natural History Museum, London, 1964  (ISBN 0-85066-843-3)